# Belgiens Grand Prix 1998
Belgiens Grand Prix 1998 var det trettonde av 16 lopp ingående i formel 1-VM 1998.

## Rapport
Loppet blev mycket kaosartat då 14 bilar kraschade på samma gång, på en regnig bana. Varken McLaren eller Ferrari tog några poäng. Istället tog Jordan en dubbelseger och Sauber tog en pallplats.

## Resultat
1. Damon Hill, Jordan-Mugen Honda, 10 poäng
2. Ralf Schumacher, Jordan-Mugen Honda, 6
3. Jean Alesi, Sauber-Petronas, 4
4. Heinz-Harald Frentzen, Williams-Mecachrome, 3
5. Pedro Diniz, Arrows, 2
6. Jarno Trulli, Prost-Peugeot, 1
7. David Coulthard, McLaren-Mercedes
8. Shinji Nakano, Minardi-Ford

### Förare som bröt loppet
- Giancarlo Fisichella, Benetton-Playlife (varv 26, kollision)
- Michael Schumacher, Ferrari (25, kollision)
- Eddie Irvine, Ferrari (25, snurrade av)
- Esteban Tuero, Minardi-Ford (17, växellåda)
- Jacques Villeneuve, Williams-Mecachrome (16, snurrade av)
- Toranosuke Takagi, Tyrrell-Ford (10, snurrade av)
- Jos Verstappen, Stewart-Ford (8, motor)
- Mika Häkkinen, McLaren-Mercedes (0, kollision)
- Alexander Wurz, Benetton-Playlife (0, kollision)
- Johnny Herbert, Sauber-Petronas (0, kollision)
- Rubens Barrichello, Stewart-Ford (0, kollision)
- Olivier Panis, Prost-Peugeot (0, kollision)
- Mika Salo, Arrows (0, kollision)
- Ricardo Rosset, Tyrrell-Ford (0, kollision)